# Hyacinthe-Marie Cormier
Louis-Stanislas-Henri Cormier (Orleans, 8 de diciembre de 1832-Roma, 17 de diciembre de 1916), más conocido por su nombre religioso Hyacinthe-Marie Cormier y castellanizado como Jacinto María Cormier, fue un sacerdote católico francés, maestro general de la Orden de los Predicadores de 1904 a 1906, venerado como beato en la Iglesia católica.

## Biografía
Louis-Stanislas-Henri Cormier nació en Orleans el 8 de diciembre de 1832 en el seno de una familia de comerciantes. Sus primeros estudios los recibió en casa, luego pasó a la escuela de los Hermanos Cristianos y en 1846 (con solo trece años de edad) ingresó al seminario menor de la diócesis de Orleans, donde terminó sus estudios de filosofía y teología. Siendo seminarista ingresó a la Tercera Orden de Santo Domingo. Fue ordenado sacerdote por Félix Dupanloup, obispo de Orleans, en 1856.
Inspirado por la vida de la beata dominica Inés de Jesús, Cormier decidió ingresar a la Orden de los Predicadores, en el convento de Flavigny-sur-Ozerain, donde tomó el nombre de Hyacinthe-Marie. Por problemas de salud tuvo que retrasar continuamente su profesión religiosa. Finalmente profesó el 29 de mayo de 1859 in articulo mortis. Logrando recuperarse de su enfermedad, fue nombrado maestro de novicios, en la Basílica de Santa Sabina. En 1863 fue nombrado prior del convento de Corbara, en Córcega. De 1869 a 1874 gobernó como prior de la provincia de Toulouse. En el capítulo general de 1904 fue elegido maestro general de la Orden, cargo que desempeñó hasta 1916. Durante su gobierno, Cormier elevó el colegio de Santo Tomás de Aquino al rango de Colegio Pontificio. Entre otras cosas, Cormier fue conocido en su tiempo por sus predicaciones, direcciones y retiros espirituales. Murió en Roma el 17 de diciembre de 1916.

## Culto
La fama de santidad de Hyacinthe-Marie Cormier era tal, que ya en vida fue apodado por el papa Pío X «el viejo santo». La causa para su beatificación fue introducida en la diócesis de Roma el 22 de junio de 1945. El 1 de mayo de 1983 fue declarado venerable por el papa Juan Pablo II, mismo pontífice que lo beatificó el 20 de noviembre de 1994.
Los restos del beato se veneran en la Iglesia de Santi Domenico e Sisto en Roma. El Martirologio romano trae su elogio el 17 de diciembre y la Iglesia católica celebra su memoria el 21 de mayo.